# Karl Styger
Karl Styger (* 16. November 1822 in Rothenthurm; † 5. März 1897 in Schwyz) war ein Schweizer Politiker. Von 1852 bis 1872 gehörte er dem Nationalrat an, von 1854 bis 1866 dem Regierungsrat des Kantons Schwyz.

## Biografie
Der Sohn des Politikers Josef Karl Styger besuchte die Gymnasien in Schwyz und Einsiedeln, kurze Zeit hielt er sich in Sitten und Freiburg auf. Anschliessend studierte er Recht an den Universitäten Heidelberg und München. Styger war ein reicher Gutsbesitzer und Mitbetreiber einer Sparkasse. 1841 gehörte er zusammen mit seinem Vater zu den Mitgründern des Schweizerischen Studentenvereins. Im Jahr 1858 beteiligte er sich an der Errichtung einer Spinnerei in Ibach.
Styger wurde 1848 in den Kantonsrat gewählt, dem er ununterbrochen bis 1896 angehörte und den er dreimal präsidierte. Der Grosse Rat wiederum wählte ihn 1854 in den Regierungsrat. Bis 1866 war er in der Regierung für die Ressorts Gewerbe, Landwirtschaft, Justiz und Bauwesen verantwortlich, in den Jahren 1854 bis 1856 und 1862 bis 1864 war er Schwyzer Landammann. Styger kandidierte mit Erfolg bei den Nationalratswahlen 1851, sechsmal in Folge gelang ihm die Wiederwahl. Als Liberal-Konservativer setzte sich für den Bau der Gotthardbahn und für eine gemässigte Zentralisierung der Schweiz ein, lehnte jedoch den Verfassungsentwurf von 1872 ab und kandidierte daraufhin nicht mehr.
Von 1876 bis zu seinem Tod leitete Styger das Schwyzer Kantonsarchiv. Er war Mitgründer des Historischen Vereins des Kantons Schwyz und verfasste mehrere historische Arbeiten zur lokalen Geschichte. Ausserdem gehörte er zu den Mitgründern des Schwyzer Sängervereins und der Japanesengesellschaft.
1858 präsidierte er der Schweizerischen Gemeinnützigen Gesellschaft.